# Collins (Georgie)
Collins je město v Tattnall County, v Georgii, ve Spojených státech amerických. V roce 2011 žilo ve městě 587 obyvatel.

## Demografie
Podle sčítání lidí v roce 2000 žilo ve městě 528 obyvatel, 237 domácností a 141 rodin. V roce 2011 žilo ve městě 268 mužů (45,7%), a 319 žen (54,3%). Průměrný věk obyvatele je 36 let.